# Asada Mao
Asada Mao (浅田真央 (Thiển Điền Chân Ương)/ あさだ まお sinh ngày 25 tháng 9 năm 1990) là một cựu vận động viên trượt băng nghệ thuật người Nhật Bản, thi đấu trong nội dung đơn nữ. Cô là á quân Olympic 2010, ba lần vô địch Thế giới (2008, 2010, 2014), bốn lần vô địch Grand Prix Final (2005-2006, 2008-2009, 2012-2013, 2013-2014), ba lần vô địch giải Tứ châu lục (2008, 2010, 2013). Cô còn là nhà vô địch Giải thiếu niên thế giới 2005, vô địch Grand Prix Final Thiếu niên 2004-2005, 6 lần đoạt huy chương vàng Giải vô địch quốc gia Nhật Bản (2006-2010, 2012-2013).
Asada là vận động viên nữ đầu tiên tiếp đất thành công 3 cú nhảy Triple Axel (3,5 vòng Axel - 3A) trong cùng một giải đấu (Olympic 2010), đồng thời hiện đang nắm giữ kỷ lục là vận động viên nữ có số lượng 3A được thực hiện nhiều nhất tại các giải đấu quốc tế. Tại Thế vận hội mùa đông 2014, cô trở thành người phụ nữ đầu tiên thực hiện thành công tám cú nhảy 3 vòng trong phần thi tự do (mức tối đa có thể theo Quy tắc Zayak).
Cô là cựu kỷ lục gia thế giới về điểm số của bài thi ngắn ở nội dung đơn nữ, được thiết lập tại Giải vô địch thế giới năm 2014 cho đến khi bị Evgenia Medvedeva phá vỡ vào năm 2016. Asada là nữ vận động viên thứ năm và là nữ vận động viên thi đấu ở hạng mục thiếu niên đầu tiên nhảy thành công cú Triple Axel, được thực hiện tại Chung kết Grand Prix Thiếu niên 2004–05 . Cô giành chiến thắng trong trận Chung kết Grand Prix đầu tiên ở tuổi 15. Được nhiều người coi là vận động viên trượt băng nghệ thuật xuất sắc nhất thế giới vào thời điểm đó, Asada còn quá trẻ (thiếu 87 ngày mới tròn 16 tuổi) để thi đấu tại Thế vận hội mùa đông 2006 . Cô là vận động viên trượt băng nghệ thuật ở nội dung đơn  đầu tiên của châu Á giành được nhiều chức vô địch thế giới. Tại giải Skate America 2013, cô trở thành vận động viên trượt băng đơn đầu tiên giành chiến thắng trong tất cả bảy sự kiện lúc bấy giờ trong loạt giải đấu Grand Prix .  Cô nắm giữ 15 danh hiệu Grand Prix, tổng số cao thứ hai trong số các vận động viên nữ và tổng số cao thứ chín trong số các vận động viên trượt băng của cả bốn nội dung đơn nam, đơn nữ, đôi nam nữ và khiêu vũ trên băng.
Nhờ khả năng kết hợp nhuần nhuyễn giữa nghệ thuật và kỹ thuật, đặc biệt là cú nhảy 3A hiếm có trong số các vận động viên nữ, cùng số lượng huy chương vượt trên mọi vận động viên đơn nữ cùng thời, cô được xem là một trong những nữ vận động viên xuất sắc nhất Nhật Bản, cũng như toàn thế giới.
Asada Mao sinh ra tại Nagoya, thủ phủ tỉnh Aichi vùng Chubu, Nhật Bản. Tên cô (浅田真央) được cha mẹ đặt theo tên của nữ diễn viên Nhật Daichi Mao (大地 真央 Đại Địa Chân Ương).
Cô theo học trường quốc tế Nagoya cho đến giữa năm lớp 1. Sau khi chuyển trường, cô tốt nghiệp trường tiểu học Takabari và trường Trung học cơ sở Takabaridai. Cô nhận bằng tốt nghiệp trung học của mình từ Trường trung học Chukyo vào ngày 15 tháng 3 năm 2009.  Sau đó, cô đăng ký vào Đại học Chukyo và tốt nghiệp vào tháng 3 năm 2015. Asada thần tượng Midori Ito. Cô ấy học trượt băng sau giờ học hầu như mỗi ngày.
Chị gái cô là Mai Asada (hơn cô 2 tuổi) cũng là một cựu vận động viên trượt băng nghệ thuật.
Asada nuôi một chú chó xù nhỏ tên là Aero, được đặt tên theo loại bánh kẹo chocolate do Nestlé sản xuất. Cô đã đưa Aero vào các chương trình gala. Năm 2008, Asada nuôi thêm hai chú chó con, tên là Tiara và Komachi.

## Thành tích
- Nhất đơn nữ trượt băng nghệ thuật ISU Junior Grand Prix 2004-2005
- Huy chương vàng đơn nữ trượt băng nghệ thuật World Junior Figure Skating Championships 2005
- 4 lần vô địch đơn nữ trượt băng nghệ thuật Nhật Bản (2006, 2007, 2008 và 2009)
- Huy chương bạc đơn nữ trượt băng nghệ thuật Thế vận hội Mùa đông 2010 tại Vancouver, Canada

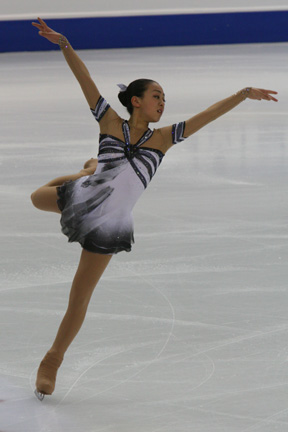
Grand Prix 2007-2008
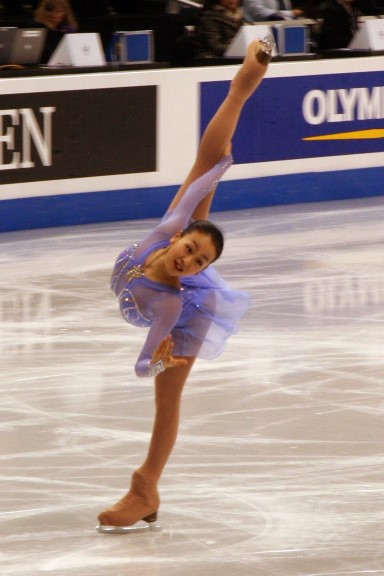
Giải vô địch trượt băng nghệ thuật thế giới 2007
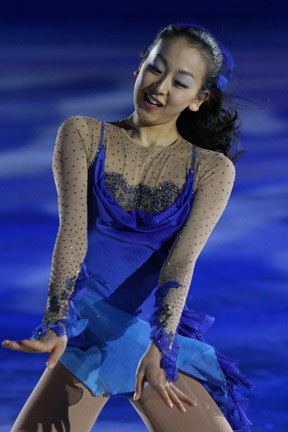
Giải vô địch trượt băng nghệ thuật thế giới 2008
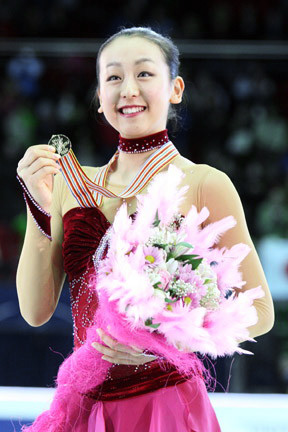
Huy chương vàng 2008
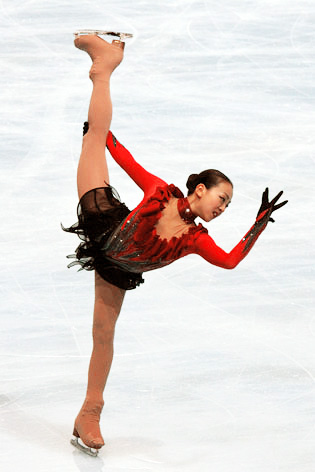
Trophée Eric Bompard 2009
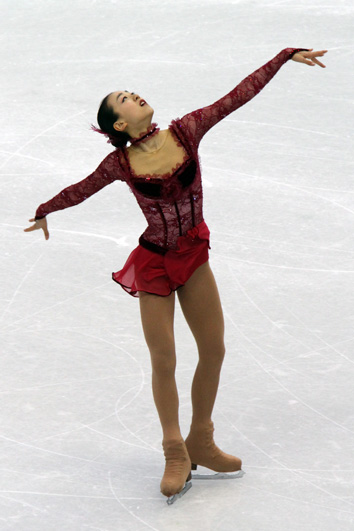
Thế vận hội Mùa đông 2010
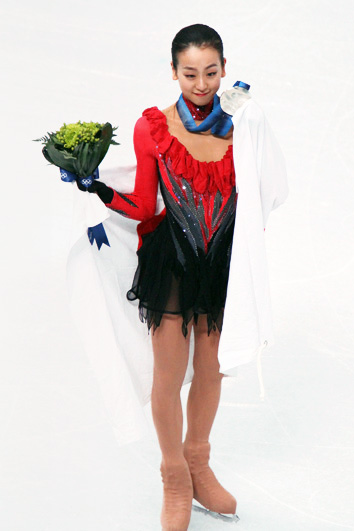
Huy chương bạc 2010